# Чернощёкий астрильд
Чернощёкий астрильд, или эльфовый астрильд (лат. Brunhilda erythronotos) — вид птиц семейства вьюрковых ткачиков отряда воробьинообразных.

## Внешний вид
Длина тела составляет 12,5 см. Темя и спина у птиц основной (номинативной) формы пепельно-серые с узкими на голове и расширяющимися книзу тёмными поперечными полосами. Надхвостье и верхние кроющие хвоста ярко-красные, нижние кроющие хвоста и рулевые чёрные. Уздечка, бородка и полоска над глазом чёрные, щёки и кроющие уха серебристо-серые. Горло и грудь светло-серые с малозаметными мелкими поперечными полосками. Середина брюшка тёмно-красного цвета, большие кроющие крыла светло-серые до белого с широкими чёрными поперечными полосами, маховые тёмно-коричневые. Клюв чёрный с голубовато-белым основанием, ноги чёрные. Самка и самец окрашены одинаково.
Кроме основной формы, различают ещё две. Птицы одной из них имеют более светлое оперение и интенсивный красноватый оттенок на верхней части тела, птицы другой — более яркое оперение на боках, бо́льшую контрастность полос на спине и более интенсивный ярко-красный цвет надхвостья, чем у птиц номинативной формы.

## Распространение
Обитают в Восточной и Южной Африке.

## Образ жизни
Населяют сухие места низин и горных районов до высоты 1500 м над ур. моря. Во время гнездования живут парами, в остальное время собираются в мелкие стайки, не превышающие полутора десятков особей. Эльфовые астрильды очень пугливы и при малейшем беспокойстве прячутся в зарослях кустарника. Очень любят купаться. Питаются мелкими семенами трав и мелкими гусеницами, а во время цветения акаций — также их цветками. В полёте самец издаёт мелодичные звуки «тююйи-тююйи».

## Размножение
Во время токования самец и самка низко кланяются друг другу, доставая клювами до земли, и, раскрыв веером хвосты, вертят ими в разные стороны. В заключении самец и самка поют звучную, флейтовую песню. Гнёзда шарообразной формы с длинной влётной трубкой, направленной перпендикулярно вниз, строят из сухой и зелёной травы. В кладке 2—4 яйца. Насиживание длится 12 дней.

## Содержание
В Европе эти астрильды появились только в 1908 году.

## Подвиды
Выделяют два подвида:
- B. e. erythronotos  (Vieillot, 1817)
- B. e. delamerei  (Sharpe, 1900)